# الکساندر ویلیام بیکرتون
الکساندر ویلیام بیکرتون (انگلیسی: Alexander William Bickerton؛ ۷ ژانویهٔ ۱۸۴۲ – ۲۱ ژانویهٔ ۱۹۲۹) یک فیزیک‌دان در زمینه اخترفیزیک و شیمی‌دان اهل نیوزیلند بود.